# Francis MacNutt
Francis S. MacNutt (1925 – 2020) byl americký katolický kněz, představitel hnutí charismatické obnovy.
Roku 1956 přijal kněžské svěcení. Roku 1967 se v protestantském prostředí setkal s charismatickým hnutím, které ho ovlivnilo. Stal se jedním z prvních katolických kněží, kteří se zapojili do hnutí charismatické obnovy. Několik let předsedal sdružení Charismatic Leaders Fellowship.
Roku 1980 se oženil s Judith Sewell s níž založil organizaci Christian Healing Ministries. Církevní dispens k uzavření manželství obdržel až roku 1993, kdy uzavřel manželství i podle kanonického práva.
MacNutt je autorem řady publikací. V češtině vyšla jeho kniha týkající se exorcismu Služba osvobozování od zlých duchů.

## Dílo

### Knihy
- The Prayer That Heals: Praying for Healing in the Family, Ave Maria Press, 1960, 978-0-877-93219-2, (2. vyd. 2005, ISBN 978-1-594-71055-1).
- The Power to Heal, Ave Maria Press, 1977, ISBN 978-0-877-93133-1.
- Praying for Your Unborn Child, Hodder & Stoughton Ltd, 1988, ISBN 978-0-340-48806-5, (spoluautor s Judith MacNutt).
- Healing, Hodder and Stoughton, 1989, ISBN 978-0-340-51035-3.
- Overcome by the Spirit, Chosen Books, 1990, ISBN 978-0-800-79170-4.
- Deliverance from Evil Spirits: A Practical Manual, Chosen Books, 2005, ISBN 978-0-800-79232-9.
- The Nearly Perfect Crime: How the Church Almost Killed the Ministry of Healing, Chosen, 2005, ISBN 978-0-800-79390-6.
- Can Homosexuality Be Healed?, Chosen Books, 2006, ISBN 978-0-800-79409-5.
- The Healing Reawakening: Reclaiming Our Lost Inheritance, Chosen Books, 2006, ISBN 978-0-800-79414-9.
- The Practice of Healing Prayer: A How-To Guide for Catholics, Word Among Us Press, 2010, ISBN 978-1-593-25140-6.

#### Česká a slovenská vydání
- Modlitba, ktorá uzdravuje, Vydavateľstvo sv. Bystríka, 2001, podtitul: Ako sa modliť za uzdravenie v rodine, preklad: Branislav Škripek, ISBN 80-968401-6-9.
- Modlime sa za naše počaté dieťa, Vydavateľstvo sv. Bystríka, 2002, edícia: Nová Božia generácia, Nová nádej, v originále: Praying for our Unborn Child, preklad: Vladimír M. Repka, ISBN 80-968401-4-2, (spoluautor s Judith MacNutt)
- Služba osvobozování od zlých duchů, Karmelitánské nakladatelství, 2002, edícia: Orientace, v originále: Deliverance from Evil Spirits, preklad: Michal Karla, ISBN 978-80-7195-260-2.
- Uzdravovanie, Vydavateľstvo Bystrík, 2005, ISBN 80-969000-1-3.
- Homosexualita - Možno sa z nej uzdraviť?, Vydavateľstvo sv. Bystríka, 2009, preklad: Vladimír Repka, ISBN 978-80-9690-004-6.
- Služba uzdravování, Karmelitánské nakladatelství, 2010, edícia: Orientace, preklad: Monika Kršková, ISBN 978-80-7195-356-2 [2].

### Audio
- Healing Mission (The Need for Healing in the Church Today1st, 1st United Methodist Church, 1981, (spoluautor s Judith MacNutt).
- Healing Sexual Identity of the Masculine & Feminine, Christian Healing Ministries, 1988, (spoluautor s Judith MacNutt).
- Dealing with Depression (Christian Healing Series), Christian Healing Ministries, 1994, (spoluautor s Judith MacNutt).
- Addictions, CoDependence and Dsyfunctional Families, Christian Healing Ministries, 1994, (spoluautor s Judith MacNutt).
- Deepening Marriage Relationships, Christian Healing Ministries, Inc, 2003, (spoluautor s Judith MacNutt, John a Paula Sandfordový).